# Reginald Eyre
Sir Reginald Edwin Eyre (* 28. Mai 1924; † 27. Januar 2019) war ein britischer Solicitor und Politiker der Conservative Party, der zwischen 1965 und 1987 Abgeordneter des Unterhauses (House of Commons) war.

## Leben
Reginald Edwin Eyre absolvierte nach dem Besuch der King Edward’s Camp Hill School in Birmingham ein Studium der Rechtswissenschaften am Emmanuel College der University of Cambridge. Nach seiner anwaltlichen Zulassung war er in der Anwaltskanzlei Eyre & Co. in Birmingham als Solicitor tätig. Bei der Wahl am 8. Oktober 1959 kandidierte er für die Conservative Party im Wahlkreis Birmingham Northfield für ein Mandat im Unterhaus, unterlag mit 28.647 Stimmen (49,2 Prozent) nur knapp dem langjährigen Wahlkreisinhaber der Labour Party, Donald Chapman, auf den 29.587	Wählerstimmen (50,8 Prozent) entfielen. Bei einer Nachwahl (By-Election) im Wahlkreis Birmingham Hall Green wurde er am 6. Mai 1965 für die konservativen Tories mit 17.130 Stimmen (54,8 Prozent) erstmals zum Abgeordneten des Unterhauses (House of Commons) gewählt und damit zum Nachfolger seines Parteifreundes Aubrey Jones, der diesen Wahlkreis seit 1950 vertreten hatte und nunmehr das Amt als Crown Steward and Bailiff of the Manor of Northstead übernommen hatte. Er wurde bei den folgenden Unterhauswahlen jeweils mit absoluter Mehrheit wiedergewählt und vertrat den Wahlkreis Birmingham Hall Green bis zum 7. Juni 1987.
Nach dem Wahlsieg der Conservative Party bei der Wahl am 18. Juni 1970 übernahm Eyre im Kabinett Heath zwischen dem 24. Juni 1970 und dem 23. September 1970 erstmals ein Regierungsamt, und zwar als einer der Kommissare des Schatzamtes (Lord Commissioner of the Treasury). Danach fungierte er im Kabinett Heath als Nachfolger von William Elliott zwischen dem 24. September 1970 und seiner Ablösung durch Bernard Weatherill am 7. April 1972 als Comptroller of the Household. Zuletzt bekleidete er im Kabinett Heath vom 7. April 1972 bis zum 4. März 1974 das Amt eines Unterstaatssekretärs im Umweltministerium (Under-Secretary of State, Department of the Environment). Am 14. Februar 1984 wurde er für seine Verdienste zum Knight Bachelor geschlagen und führte seither den Namenszusatz „Sir“.